# 거대 대체 이론
거대 대체 이론 ( Great Replacement or replacement theory )은 백인 우월주의, 극우 음모론으로 프랑스의 작가인 르노 카뮈에 의해 전파되었다. 처음에는 프랑스 민족 또는 백인 유럽인 인구분포가 비유럽인 특히 아랍, 터키 무슬림이 다수인 형태로 바뀔 것이라는 우려에서 발생되었다.그 원인은 비유럽인구의 폭발적인 증가와 백인 다수의 유럽인들의 출산 속도가 줄어든다는 것이다.

## 미국
2017년, 백인 우월주의자들이 버지니아주 샬롯빌에서 대중집회를 통해 '우파여 연합하라'라는 구호를 외치며 거대 대체 이론에 대한 입장을 표현하였다.
2018년 10월에는 공화당 의원인 스티브 킹이 음모론을 주장하면서 유럽의 대이동의 위기론을 80 퍼센트가 젊은이로 구성된 이민자들에게 책임을 돌렸다. 그는 이 이론에 대하여 조지 소로스를 비판하였다.
2019년 8월에는 한 극우 테러리스트가 월마트에 있는 23명에게 총기를 난사하였고 대다수 사망자는 라틴계였다.
2021년 4월에는 터커 칼슨 쇼에서 공화당 의원인 스콧 페리가 미국에서 태어난 자보다 타국에서 태어난 자가 더 많아질 것이라고 우려를 표하였다.
2021년 9월, 터커 칼슨은 조 바이든이 미국의 인구를 제3세계 인구로 의도적으로 대체하고 있다고 비판하였다.

## 같이 보기
- 시온 장로 의정서
- 황화론